# Храм Спаса Нерукотворного Образа (Серпухов)
Храм Спаса Нерукотворного Образа — приходской православный храм в городе Серпухове Московской области. Входит в состав Серпуховского благочиния Подольской епархии Русской православной церкви.

## История
Построен в 1893—1896 годах на средства серпуховского купца Василия Фёдоровича Астапова по проекту архитектора Романа Клейна.
Главный Престол был освящён в честь Спаса Нерукотворного Образа, придельные — в честь празднования иконе Божией Матери «Знамение» и Трёх святителей.
В советское время храм был закрыт и лишился шатра и куполов. Его использовали под рыбный склад с коптильней. Вокруг построено около 50 гаражей на расстоянии 5-6 м. Из внутреннего убранства сохранились сильно закопчённые фрагменты настенной росписи в стиле академической живописи второй половины XIX века.
Настоятель церкви протоиерей Николай Боголепов был арестован в 1925 году. Священник Николай Ищенко был расстрелян 23 февраля 1931 года в Москве. Священник Пантелеймон Савельев (перед арестом он служил уже в Кашире) расстрелян 21 ноября 1937 года на Бутовском полигоне под Москвой.
В конце 1990-х годов храм передан Русской православной церкви.
Расположен на улице Чернышевского рядом с Занарским кладбищем.

## Архитектура
Архитектурный ансамбль представляет собой пример русского стиля конца XIX — начала XX века. Отдельно стоящая колокольня с парадными воротами (её верхний ярус разрушен в советское время) образует вход на кладбище, рядом с ней стоят невысокие дома причта. Иконостас был цинковый, позолоченный, иконы в нём представляли изображения событий Страстной недели. Церковь была украшением Занарья (части Серпухова, расположенной на правом берегу реки Нары).
- Храм, 2022 год
- Колокольня, 2012 год
- Декор
- Вид с юга